# Wolfgang Schwerk
Wolfgang Schwerk (* 28. Juli 1955) ist ein deutscher Ultramarathon-Läufer aus Solingen. 

## Werdegang
Bei der Bundeswehr 1971 lief Schwerk untrainiert 5000 m in der Zeit von 18 Minuten. Beim Sri Chinmoy 24-Stunden-Lauf in Köln verbesserte er 1987 die deutsche inoffizielle Bestleistung auf 276,209 km, der Rekord wurde 2023 von Felix Weber eingestellt. Von 1989 bis 1995 legte er aus familiären Gründen eine Wettkampfpause ein, danach konzentrierte er sich auf Mehrtages-Ultraläufe. 2001 absolvierte er das Trans-Australia-Rennen (2900 Meilen, 4247 km). 2002 gewann er das 3100-Meilen-Rennen und im März 2006 belegte er den ersten Platz des 6-Stunden-Laufes in Nürnberg. Im August 2006 brach er seinen eigenen Rekord beim Self-Transcendence 3100 Mile Race mit einer Zeit von 41 Tagen, 8 Stunden und 16 Minuten. Beruflich ist er gelernter Einzelhandelskaufmann, er arbeitete jedoch auch als Bariton-Opernsänger, Landwirt, Zimmermann und Geflügel-Züchter. Wolfgang Schwerk ernährt sich vegetarisch. Er ist seit 1981 mit der Opernsängerin Cornelia Berger-Schwerk verheiratet, mit der er eine Tochter hat.

„Es gibt kein Limit, solange der Geist stärker ist als der Körper.“